# Eisschnelllauf-Sprintweltmeisterschaft 1980
Die 11. Eisschnelllauf-Sprintweltmeisterschaft wurde vom 9. bis 10. Februar im US-amerikanischen West Allis (State Fair Park) ausgetragen.

## Wettbewerb
- 58 Sportler aus 16 Nationen nahmen am Mehrkampf teil

| Teilnehmende Nationen                 | Teilnehmende Nationen                                        | Teilnehmende Nationen               | Teilnehmende Nationen                           |
| ------------------------------------- | ------------------------------------------------------------ | ----------------------------------- | ----------------------------------------------- |
| Australien Kanada Finnland Frankreich | BR Deutschland Deutsche Demokratische Republik Italien Japan | Südkorea Niederlande Norwegen Polen | Schweiz Schweden Sowjetunion Vereinigte Staaten |

### Frauen

#### Endstand
- Zeigt die zwölf erfolgreichsten Sportlerinnen der Sprint-WM

| Rang | Name                            | 1. Lauf 500 Meter | Pkt.  | 1. Lauf 1.000 Meter | Pkt.  | 2. Lauf 500 Meter | Pkt.  | 2. Lauf 1.000 Meter | Pkt.  | Gesamt- pkt. |
| ---- | ------------------------------- | ----------------- | ----- | ------------------- | ----- | ----------------- | ----- | ------------------- | ----- | ------------ |
| 1    | Karin Enke                      | 42,06 (1)         | 42,06 | 1:25,83 (1)         | 42,91 | 42,55 (2)         | 42,55 | 1:27,19 (1)         | 43,59 | 171,120      |
| 2    | Leah Poulos-Mueller             | 42,47 (2)         | 42,47 | 1:27,32 (4)         | 43,66 | 42,25 (1)         | 42,25 | 1:32,41 (12)        | 46,20 | 174,585      |
| 3    | Beth Heiden                     | 43,56 (6)         | 43,56 | 1:27,17 (3)         | 43,58 | 43,43 (5)         | 43,43 | 1:29,11 (2)         | 44,55 | 175,130      |
| 4    | Christa Rothenburger            | 43,03 (3)         | 43,03 | 1:28,52 (10)        | 44,26 | 43,40 (4)         | 43,40 | 1:32,13 (8)         | 46,06 | 176,755      |
| 5    | Irina Kowrowa                   | 43,48 (5)         | 43,48 | 1:28,48 (9)         | 44,24 | 43,73 (6)         | 43,73 | 1:32,51 (14)        | 46,25 | 177,705      |
| 6    | Cornelia Jacob                  | 43,58 (7)         | 43,58 | 1:28,68 (12)        | 44,34 | 43,24 (3)         | 43,24 | 1:33,21 (17)        | 46,60 | 177,765      |
| 7    | Sylvia Burka                    | 44,34 (14)        | 44,34 | 1:27,42 (5)         | 43,71 | 44,14 (11)        | 44,14 | 1:31,41 (5)         | 45,70 | 177,895      |
| 8    | Ann-Sofie Järnström             | 43,97 (11)        | 43,97 | 1:28,64 (11)        | 44,32 | 43,88 (7)         | 43,88 | 1:31,77 (6)         | 45,88 | 178,055      |
| 9    | Sylvia Filipsson                | 44,55 (16)        | 44,55 | 1:28,19 (8)         | 44,09 | 44,55 (13)        | 44,55 | 1:30,06 (3)         | 45,03 | 178,225      |
| 10   | Walentina Lalenkowa-Holowenkina | 43,81 (9)         | 43,81 | 1:28,86 (13)        | 44,43 | 44,06 (9)         | 44,06 | 1:32,48 (13)        | 46,24 | 178,540      |
| 11   | Sarah Docter                    | 45,02 (22)        | 45,02 | 1:27,07 (2)         | 43,53 | 44,65 (15)        | 44,65 | 1:32,01 (7)         | 46,00 | 179,210      |
| 12   | Makiko Nagaya                   | 43,67 (8)         | 43,67 | 1:30,23 (19)        | 45,11 | 43,92 (8)         | 43,92 | 1:33,26 (18)        | 46,63 | 179,335      |

#### 1. Lauf 500 Meter
| Platz | Name                            | Land                            | Zeit  | Punkte |
| ----- | ------------------------------- | ------------------------------- | ----- | ------ |
| 1     | Karin Enke                      | Deutsche Demokratische Republik | 42,06 | 42,06  |
| 2     | Leah Poulos-Mueller             | Vereinigte Staaten              | 42,47 | 42,47  |
| 3     | Christa Rothenburger            | Deutsche Demokratische Republik | 43,03 | 43,03  |
| 4     | Tetjana Tarassowa-Kowalenko     | Sowjetunion                     | 43,45 | 43,45  |
| 5     | Irina Kowrowa                   | Sowjetunion                     | 43,48 | 43,48  |
| 6     | Beth Heiden                     | Vereinigte Staaten              | 43,56 | 43,56  |
| 7     | Cornelia Jacob                  | Deutsche Demokratische Republik | 43,58 | 43,58  |
| 8     | Makiko Nagaya                   | Japan                           | 43,67 | 43,67  |
| 9     | Walentina Lalenkowa-Holowenkina | Sowjetunion                     | 43,81 | 43,81  |
| 10    | Sylvie Daigle                   | Kanada                          | 43,87 | 43,87  |
|       |                                 |                                 |       |        |
| 13    | Silvia Brunner                  | Schweiz                         | 44,22 | 44,22  |
| 18    | Monika Holzner-Pflug            | BR Deutschland                  | 44,71 | 44,71  |
| 25    | Brigitte Flierl                 | BR Deutschland                  | 45,45 | 45,45  |

#### 1. Lauf 1.000 Meter
| Platz | Name                 | Land                            | Zeit    | Punkte |
| ----- | -------------------- | ------------------------------- | ------- | ------ |
| 1     | Karin Enke           | Deutsche Demokratische Republik | 1:25,83 | 42,91  |
| 2     | Sarah Docter         | Vereinigte Staaten              | 1:27,07 | 43,53  |
| 3     | Beth Heiden          | Vereinigte Staaten              | 1:27,17 | 43,58  |
| 4     | Leah Poulos-Mueller  | Vereinigte Staaten              | 1:27,32 | 43,66  |
| 5     | Sylvia Burka         | Kanada                          | 1:27,42 | 43,71  |
| 6     | Kathleen Vogt        | Kanada                          | 1:27,69 | 43,84  |
| 7     | Ria Visser           | Niederlande                     | 1:28,07 | 44,03  |
| 8     | Sylvia Filipsson     | Schweden                        | 1:28,19 | 44,09  |
| 9     | Irina Kowrowa        | Sowjetunion                     | 1:28,48 | 44,24  |
| 10    | Christa Rothenburger | Deutsche Demokratische Republik | 1:28,52 | 44,26  |
|       |                      |                                 |         |        |
| 12    | Cornelia Jacob       | Deutsche Demokratische Republik | 1:28,68 | 44,34  |
| 16    | Silvia Brunner       | Schweiz                         | 1:29,54 | 44,77  |
| 18    | Monika Holzner-Pflug | BR Deutschland                  | 1:30,13 | 45,06  |
| 22    | Brigitte Flierl      | BR Deutschland                  | 1:30,59 | 45,29  |

#### 2. Lauf 500 Meter
| Platz | Name                            | Land                            | Zeit  | Punkte |
| ----- | ------------------------------- | ------------------------------- | ----- | ------ |
| 1     | Leah Poulos-Mueller             | Vereinigte Staaten              | 42,25 | 42,25  |
| 2     | Karin Enke                      | Deutsche Demokratische Republik | 42,55 | 42,55  |
| 3     | Cornelia Jacob                  | Deutsche Demokratische Republik | 43,24 | 43,24  |
| 4     | Christa Rothenburger            | Deutsche Demokratische Republik | 43,40 | 43,40  |
| 5     | Beth Heiden                     | Vereinigte Staaten              | 43,43 | 43,43  |
| 6     | Irina Kowrowa                   | Sowjetunion                     | 43,73 | 43,73  |
| 7     | Ann-Sofie Järnström             | Schweden                        | 43,88 | 43,88  |
| 8     | Makiko Nagaya                   | Japan                           | 43,92 | 43,92  |
| 9     | Walentina Lalenkowa-Holowenkina | Sowjetunion                     | 44,06 | 44,06  |
| 10    | Tetjana Tarassowa-Kowalenko     | Sowjetunion                     | 44,07 | 44,07  |
|       |                                 |                                 |       |        |
| 18    | Monika Holzner-Pflug            | BR Deutschland                  | 44,80 | 44,80  |
| 19    | Silvia Brunner                  | Schweiz                         | 44,92 | 44,92  |
| 24    | Brigitte Flierl                 | BR Deutschland                  | 45,77 | 45,77  |

#### 2. Lauf 1.000 Meter
| Platz | Name                 | Land                            | Zeit    | Punkte |
| ----- | -------------------- | ------------------------------- | ------- | ------ |
| 1     | Karin Enke           | Deutsche Demokratische Republik | 1:27,19 | 43,59  |
| 2     | Beth Heiden          | Vereinigte Staaten              | 1:29,11 | 44,55  |
| 3     | Sylvia Filipsson     | Schweden                        | 1:30,06 | 45,03  |
| 4     | Annie Borckink       | Niederlande                     | 1:30,15 | 45,07  |
| 5     | Sylvia Burka         | Kanada                          | 1:31,41 | 45,70  |
| 6     | Ann-Sofie Järnström  | Schweden                        | 1:31,77 | 45,88  |
| 7     | Sarah Docter         | Vereinigte Staaten              | 1:32,01 | 46,00  |
| 8     | Christa Rothenburger | Deutsche Demokratische Republik | 1:32,13 | 46,06  |
| 9     | Kathleen Vogt        | Kanada                          | 1:32,18 | 46,09  |
| 10    | Connie Paraskevin    | Vereinigte Staaten              | 1:32,35 | 46,17  |
|       |                      |                                 |         |        |
| 17    | Cornelia Jacob       | Deutsche Demokratische Republik | 1:33,21 | 46,60  |
| 19    | Silvia Brunner       | Schweiz                         | 1:33,43 | 46,71  |
| 20    | Monika Holzner-Pflug | BR Deutschland                  | 1:33,76 | 46,88  |
| 26    | Brigitte Flierl      | BR Deutschland                  | 1:36,97 | 48,48  |

### Männer

#### Endstand
- Zeigt die zwölf erfolgreichsten Sportler der Sprint-WM

| Rang | Name               | 1. Lauf 500 Meter | Pkt.  | 1. Lauf 1.000 Meter | Pkt.  | 2. Lauf 500 Meter | Pkt.  | 2. Lauf 1.000 Meter | Pkt.  | Gesamt- pkt. |
| ---- | ------------------ | ----------------- | ----- | ------------------- | ----- | ----------------- | ----- | ------------------- | ----- | ------------ |
| 1    | Eric Heiden        | 38,69 (2)         | 38,69 | 1:17,23 (1)         | 38,61 | 38,61 (1)         | 38,61 | 1:17,98 (1)         | 38,99 | 154,905      |
| 2    | Gaétan Boucher     | 39,28 (8)         | 39,28 | 1:19,26 (2)         | 39,63 | 39,16 (3)         | 39,16 | 1:19,70 (2)         | 39,85 | 157,920      |
| 3    | Tom Plant          | 38,66 (1)         | 38,66 | 1:20,07 (4)         | 40,03 | 40,33 (17)        | 40,33 | 1:19,87 (3)         | 39,93 | 158,960      |
| 4    | Sergei Chlebnikow  | 39,24 (7)         | 39,24 | 1:20,40 (6)         | 40,20 | 40,21 (16)        | 40,21 | 1:20,06 (4)         | 40,03 | 159,680      |
| 5    | Kai Arne Engelstad | 39,30 (10)        | 39,30 | 1:20,93 (9)         | 40,46 | 39,30 (5)         | 39,30 | 1:22,16 (8)         | 41,08 | 160,145      |
| 6    | Jewgeni Kulikow    | 38,73 (5)         | 38,73 | 1:21,35 (11)        | 40,67 | 39,45 (6)         | 39,45 | 1:23,27 (15)        | 41,63 | 160,490      |
| 7    | Peter Mueller      | 38,69 (2)         | 38,69 | 1:20,72 (7)         | 40,36 | 39,89 (10)        | 39,89 | 1:23,37 (16)        | 41,68 | 160,625      |
| 8    | Terje Andersen     | 39,59 (14)        | 39,59 | 1:20,16 (5)         | 40,08 | 39,69 (9)         | 39,69 | 1:22,57 (11)        | 41,28 | 160,645      |
| 9    | Lieuwe de Boer     | 39,37 (11)        | 39,37 | 1:21,96 (12)        | 40,98 | 39,28 (4)         | 39,28 | 1:22,20 (9)         | 41,10 | 160,730      |
| 10   | Johan Granath      | 40,05 (22)        | 40,05 | 1:20,87 (8)         | 40,43 | 40,03 (13)        | 40,03 | 1:21,27 (6)         | 40,63 | 161,150      |
| 11   | Bert de Jong       | 39,77 (17)        | 39,77 | 1:21,06 (10)        | 40,53 | 40,48 (19)        | 40,48 | 1:21,87 (7)         | 40,93 | 161,715      |
| 12   | Dan Immerfall      | 39,41 (12)        | 39,41 | 1:22,69 (18)        | 41,34 | 39,07 (2)         | 39,07 | 1:23,98 (18)        | 41,99 | 161,815      |

#### 1. Lauf 500 Meter
| Platz | Name                      | Land                            | Zeit  | Punkte |
| ----- | ------------------------- | ------------------------------- | ----- | ------ |
| 1     | Tom Plant                 | Vereinigte Staaten              | 38,66 | 38,66  |
| 2     | Eric Heiden Peter Mueller | Vereinigte Staaten              | 38,69 | 38,69  |
| 4     | Frode Rønning             | Norwegen                        | 38,70 | 38,70  |
| 5     | Jewgeni Kulikow           | Sowjetunion                     | 38,73 | 38,73  |
| 6     | Jan-Åke Carlberg          | Schweden                        | 39,03 | 39,03  |
| 7     | Sergei Chlebnikow         | Sowjetunion                     | 39,24 | 39,24  |
| 8     | Gaétan Boucher            | Kanada                          | 39,28 | 39,28  |
| 9     | Oloph Granath             | Schweden                        | 39,29 | 39,29  |
| 10    | Kai Arne Engelstad        | Norwegen                        | 39,30 | 39,30  |
|       |                           |                                 |       |        |
| 16    | Steffen Doering           | Deutsche Demokratische Republik | 39,76 | 39,76  |
| 19    | Dietmar Semler            | BR Deutschland                  | 39,89 | 39,89  |
| 26    | Hubert Hirschbichler      | BR Deutschland                  | 40,63 | 40,63  |

#### 1. Lauf 1.000 Meter
| Platz | Name                 | Land                            | Zeit    | Punkte |
| ----- | -------------------- | ------------------------------- | ------- | ------ |
| 1     | Eric Heiden          | Vereinigte Staaten              | 1:17,23 | 38,61  |
| 2     | Gaétan Boucher       | Kanada                          | 1:19,26 | 39,63  |
| 3     | Frode Rønning        | Norwegen                        | 1:19,65 | 39,82  |
| 4     | Tom Plant            | Vereinigte Staaten              | 1:20,07 | 40,03  |
| 5     | Terje Andersen       | Norwegen                        | 1:20,16 | 40,08  |
| 6     | Sergei Chlebnikow    | Sowjetunion                     | 1:20,40 | 40,20  |
| 7     | Peter Mueller        | Vereinigte Staaten              | 1:20,72 | 40,36  |
| 8     | Johan Granath        | Schweden                        | 1:20,87 | 40,43  |
| 9     | Kai Arne Engelstad   | Norwegen                        | 1:20,93 | 40,46  |
| 10    | Bert de Jong         | Niederlande                     | 1:21,06 | 40,53  |
|       |                      |                                 |         |        |
| 17    | Dietmar Semler       | BR Deutschland                  | 1:22,28 | 41,14  |
| 23    | Hubert Hirschbichler | BR Deutschland                  | 1:23,88 | 41,94  |
| 25    | Steffen Doering      | Deutsche Demokratische Republik | 1:24,02 | 42,01  |

#### 2. Lauf 500 Meter
| Platz | Name                 | Land                            | Zeit  | Punkte |
| ----- | -------------------- | ------------------------------- | ----- | ------ |
| 1     | Eric Heiden          | Vereinigte Staaten              | 38,61 | 38,61  |
| 2     | Dan Immerfall        | Vereinigte Staaten              | 39,07 | 39,07  |
| 3     | Gaétan Boucher       | Kanada                          | 39,16 | 39,16  |
| 4     | Lieuwe de Boer       | Niederlande                     | 39,28 | 39,28  |
| 5     | Kai Arne Engelstad   | Norwegen                        | 39,30 | 39,30  |
| 6     | Jewgeni Kulikow      | Sowjetunion                     | 39,45 | 39,45  |
| 7     | Jan-Åke Carlberg     | Schweden                        | 39,54 | 39,54  |
| 8     | Steffen Doering      | Deutsche Demokratische Republik | 39,60 | 39,60  |
| 9     | Terje Andersen       | Norwegen                        | 39,69 | 39,69  |
| 10    | Peter Mueller        | Vereinigte Staaten              | 39,89 | 39,89  |
|       |                      |                                 |       |        |
| 22    | Dietmar Semler       | BR Deutschland                  | 40,59 | 40,59  |
| 24    | Hubert Hirschbichler | BR Deutschland                  | 40,98 | 40,98  |

#### 2. Lauf 1.000 Meter
| Platz | Name                 | Land                            | Zeit    | Punkte |
| ----- | -------------------- | ------------------------------- | ------- | ------ |
| 1     | Eric Heiden          | Vereinigte Staaten              | 1:17,98 | 38,99  |
| 2     | Gaétan Boucher       | Kanada                          | 1:19,70 | 39,85  |
| 3     | Tom Plant            | Vereinigte Staaten              | 1:19,87 | 39,93  |
| 4     | Sergei Chlebnikow    | Sowjetunion                     | 1:20,06 | 40,03  |
| 5     | Jan-Åke Carlberg     | Schweden                        | 1:20,97 | 40,48  |
| 6     | Johan Granath        | Schweden                        | 1:21,27 | 40,63  |
| 7     | Bert de Jong         | Niederlande                     | 1:21,87 | 40,93  |
| 8     | Kai Arne Engelstad   | Norwegen                        | 1:22,16 | 41,08  |
| 9     | Lieuwe de Boer       | Niederlande                     | 1:22,20 | 41,10  |
| 10    | Ron Ket              | Niederlande                     | 1:22,40 | 41,20  |
|       |                      |                                 |         |        |
| 21    | Steffen Doering      | Deutsche Demokratische Republik | 1:24,58 | 42,29  |
| 22    | Dietmar Semler       | BR Deutschland                  | 1:25,56 | 42,78  |
| 26    | Hubert Hirschbichler | BR Deutschland                  | 1:25,77 | 42,88  |